# Carl Johan Anderson
Carl Johan Anderson (Norra Råda, 4 marzo 1828 – Africa subsahariana, 5 luglio 1867) è stato un viaggiatore svedese.
Dal 1850 al 1859 si occupò di esplorazioni nell'Africa subsahariana, raccogliendo reperti zoologici. Si stabilì presso i Damara e poi presso gli Ovambo, dove morì. Nel 1876 fu pubblicata la relazione dei suoi viaggi.